# Flughafen Shannon

i7
i11
i13
Der Flughafen Shannon (engl. Shannon International Airport, ir. Aerfort na Sionna, IATA-Code: SNN, ICAO-Code: EINN) ist ein internationaler Flughafen im Westen Irlands. Er liegt am gleichnamigen Fluss, 3 km vom Ort Shannon, 24 km von Limerick und 90 km südöstlich von Galway.

## Geschichte
1935 beschloss die Regierung den Ausbau des transatlantischen Luftverkehrs. 1937 fand ein erster Flug von Neufundland zum Flugboothafen Foynes auf dem Shannon-River statt, zwei Jahre später erfolgte ein Testflug zum neuen Flugplatz Rineanna. Obwohl während des Zweiten Weltkrieges die zivile Luftfahrt eingestellt wurde, wurde der Flugplatz weiter ausgebaut. Nach Ende des Krieges ersetzten die Fluggesellschaften ihre Flugboote durch Landflugzeuge. Seitdem spielte der Flughafen Shannon eine wichtige Rolle im transatlantischen Flugverkehr.
Am 16. September 1945 fand der erste reguläre Flug statt, der von Gander auf Neufundland ausging. Zu dieser Zeit war die Reichweite der Flugzeuge je nach Typ noch auf ca. 4000 bis 6000 Kilometer beschränkt, weswegen die kürzeste Verbindung zwischen Westeuropa und dem Osten Nordamerikas genutzt werden musste. Zunächst diente Shannon daher bis in die 1960er-Jahre als Zwischenstopp für viele Fluggesellschaften, da die geringe Reichweite der Flugzeuge keine Nonstop-Flüge zuließ. Gegen Ende der 1950er-Jahre kamen die ersten Verkehrsflugzeuge mit ausreichender Reichweite zum Einsatz und die Bedeutung Shannons als transatlantisches Drehkreuz ging zurück, weil die großen Flughäfen nun nonstop zu erreichen waren.

## Fluggesellschaften und Ziele
Shannon verfügt neben einigen regionalen und teils saisonalen europäischen Verbindungen auch über eine für seine Größe bemerkenswerte Zahl an Langstreckenverbindungen nach Nordamerika. British Airways nutzte bis 2020 den Flughafen als Tankstopp für Transatlantikflüge zwischen dem London City Airport und JFK mit einem Airbus A318 mit ausschließlich Business-Class Sitzplätzen. Während dieses Zwischenstopps fand die Einreiseabfertigung in die USA durch die amerikanische Grenzschutzbehörde statt, so dass die Passagiere nach der Ankunft in New York ohne weitere Formalitäten einreisen konnten.

## Verkehrsanbindung
Es gibt keinen Bahnhaltepunkt, sondern nur eine Anbindung an das Bus-Netz. Taxen und Mietwagen stehen ebenfalls zur Verfügung. Die Fahrzeit nach Ennis beträgt ca. 30 Minuten, nach Limerick ca. 30–50 Minuten, nach Doolin ca. eineinhalb Stunden und nach Galway ca. 2 Stunden.
Am Flughafen beginnt die Europastraße 20 nach Sankt Petersburg.

## Militärische Nutzung
Die USA nutzten den Flughafen bis Mitte 2006 für Truppentransporte zu Kampfeinsätzen in Afghanistan und dem Irak. Allein im ersten Quartal 2006 hatten über 160.000 Soldaten den Flughafen passiert, was gegenüber dem Vorjahr eine Verdopplung bedeutete. Damit war Irland ein wichtiger Durchgangspunkt für US-Truppen auf dem Weg in den Nahen Osten.
Während der Betriebszeit des Space Shuttle der NASA war der Flughafen ein möglicher Notlandeplatz im Falle einer außerplanmäßigen Landung.

## Verkehrszahlen
| Jahr | Fluggastaufkommen | Luftfracht (Tonnen) (mit Luftpost) | Flugbewegungen |
| ---- | ----------------- | ---------------------------------- | -------------- |
| 2019 | 1.616.422         | 12.658                             | 12.658         |
| 2018 | 1.677.661         | 13.592                             | 13.699         |
| 2017 | 1.751.500         | 18.998                             | 13.229         |
| 2016 | 1.748.935         | 12.591                             | 13.604         |
| 2015 | 1.714.872         | 12.270                             | 16.692         |
| 2014 | 1.639.315         | 10.886                             | 15.605         |
| 2013 | 1.400.032         | 13.921                             | 12.648         |
| 2012 | 1.394.781         | 16.100                             | 24.264         |
| 2011 | 1.625.453         | 16.600                             | 27.846         |
| 2010 | 1.755.885         | 20.000                             | 27.382         |
| 2009 | 2.794.563         | 18.900                             | 34.966         |
| 2008 | 3.169.529         | 23.200                             | 42.359         |
| 2007 | 3.620.623         | 27.000                             | 48.114         |
| 2006 | 3.639.046         | 31.100                             | 46.715         |
| 2005 | 3.302.424         | 29.300                             | 45.093         |
| 2004 | 2.395.116         | -                                  | 35.818         |
| 2003 | 2.400.677         | 47.473                             | 37.641         |
| 2002 | 2.353.530         | 48.094                             | 36.863         |
| 2001 | 2.404.658         | 50.181                             | 47.984         |
| 2000 | 2.408.252         | 53.398                             | 53.867         |
| 1999 | 2.188.154         | 45.974                             | 51.414         |
| 1998 | 1.840.008         | 44.037                             | 45.776         |

1. ↑  Bis 2012, Fracht bis 2003

## Zwischenfälle
Von 1943 bis Juli 2023 kam es am Flughafen Shannon und in seiner näheren Umgebung zu 17 Totalschäden von Flugzeugen. Bei 6 davon kamen 188 Menschen ums Leben. Beispiele:
- Am 18. Juni 1946 kam es bei einer Douglas DC-3-268B der irischen Aer Lingus (Luftfahrzeugkennzeichen EI-ACA) kurz nach dem Start vom Flughafen Shannon zu einem Motorbrand am Triebwerk Nr. 1 (links). Die Piloten waren gezwungen, 1600 Meter vom Startflugplatz entfernt eine Notlandung in sumpfigem Gelände durchzuführen. Alle 19 Insassen, vier Besatzungsmitglieder und 15 Passagiere, überlebten den Unfall. Das Flugzeug wurde irreparabel beschädigt.[7]

- Am 24. September 1946 fuhr der Kopilot das Fahrwerk einer Lockheed L-049 Constellation der US-amerikanischen Pan American World Airways (Pan Am) (NC88831) bei der Landung auf dem Flughafen Shannon versehentlich ein, was zum Totalverlust der Maschine führte. Alle 36 Insassen überlebten den Unfall.[8]

- Am 28. Dezember 1946 kollidierte eine Lockheed L-049 Constellation der US-amerikanischen Trans World Airlines (TWA) (NC86505) im Anflug auf den Flughafen Shannon 1500 Meter westnordwestlich des Flughafens mit dem Gelände. Auslöser war eine fehlerhafte Höhenanzeige, die durch das Vertauschen zweier Leitungen durch das Wartungspersonal bedingt war. Dieses hatte außerdem die nach einer solchen Reparatur vorgeschriebenen Tests zwar bescheinigt, aber nicht durchgeführt. Durch diesen Wartungsfehler wurden 9 der 23 Insassen getötet, vier Besatzungsmitglieder und 5 Passagiere (siehe auch Transcontinental-and-Western-Air-Flug 6963).[9]

- Am 15. April 1948 schlug eine Lockheed L-049 Constellation der US-amerikanischen Pan American World Airways (Pan Am) (NC88858) bei Nacht vor der Landebahnschwelle des Flughafens Shannon auf und kollidierte mit einem Steinwall. Ein wichtiger Teil der Instrumentenbeleuchtung war defekt und bei der vorhergehenden Zwischenlandung in London nicht repariert worden. Das Fahrwerk und alle vier Triebwerke wurden abgerissen, der Rumpf zerbrach in drei Stücke und rutschte noch knapp 200 Meter weiter. Bei dem Unfall kamen 30 der 31 Insassen ums Leben; es überlebte nur ein Fluggast (siehe auch Pan-Am-Flug 1-10).[10]

- Am 5. September 1954 verunglückte eine Lockheed L-1049C Super Constellation der niederländischen KLM (PH-LKY) auf dem Flug von Shannon zum Flughafen New York-Idlewild. Die Maschine schlug beim Start 31 Sekunden nach dem Überfliegen des Startbahnendes im Schlamm des Flusses Shannon auf. Bei dem Unfall wurden 28 der 56 Insassen getötet, 3 Besatzungsmitglieder und 25 Passagiere. Die Rettungsarbeiten wurden erst eingeleitet, nachdem sich der Navigator durch das Flussdelta zum Flughafen durchgekämpft hatte. Gründe waren vorzeitiges Einfahren der Landeklappen und verfrühte Reduzierung der Motorleistung sowie ein schon länger defektes Warnlicht für den Einfahrzustand des Fahrwerks (siehe auch KLM-Flug 633).[11][12]

- Am 15. Juli 1956 befand sich eine fabrikneue Convair CV-440 der schweizerischen Luftfahrtgesellschaft Swissair (HB-IMD) auf ihrem Überführungsflug in die Schweiz. Von Gander kommend stürzte sie im Anflug auf den Flughafen Shannon ab, als die Endanflugkurve sehr tief und zu steil geflogen wurde und es zum Strömungsabriss kam. Die vier Besatzungsmitglieder, drei Amerikaner und ein Schweizer, starben. Als beitragender Unfallfaktor wurde Übermüdung ermittelt  (siehe auch Flugunfall der Swissair bei Shannon).[13][14]

- Am 22. Juni 1959 löste sich an einer Douglas DC-6A/B der US-amerikanischen Pan American World Airways (N5026K) beim Startlauf auf dem Flughafen Shannon ein Propellerblatt. Durch die Unwucht riss das gesamte Triebwerk ab. Nach dem Startabbruch und der Evakuierung breitete sich ein Feuer so weit aus, dass das Flugzeug zerstört wurde. Alle 8 Insassen, sechs Besatzungsmitglieder und 2 Passagiere, die einzigen Insassen auf dem Frachtflug, überlebten den Unfall.[15]

- Am 26. Februar 1960 stürzte eine Douglas DC-7C der Alitalia (I-DUVO) auf dem Weg von Rom über Shannon nach New York-Idlewild kurz nach dem Start in Shannon aus unbekannten Gründen ab. Von den 52 Menschen an Bord starben 34.[16]

- Am 26. März 1961 brannte eine Douglas DC-6A der britischen Cunard Eagle Airways (G-APOM) nach einem Landeunfall auf dem Flughafen Shannon aus. Bei einem Touch-and-Go wurde das Fahrwerk eingefahren, obwohl die Maschine noch am Boden rollte. Die Maschine befand sich auf einem Trainingsflug. Alle sechs Besatzungsmitglieder, die einzigen Insassen, überlebten.[17]

- Am 10. September 1961 stürzte eine Douglas DC-6B der US-amerikanischen President Airlines (N90773) etwa eine Minute nach dem Abheben vom Flughafen Shannon ab. Die Maschine sollte nach Gander (Neufundland) fliegen und geriet in eine immer steiler werdende Linkskurve, bis sie schließlich mit etwa 90° Schräglage 1500 Meter von der Startbahn entfernt in den Fluss Shannon stürzte. Alle 83 Menschen an Bord, 6 Besatzungsmitglieder und 77 Passagiere, kamen ums Leben. Als Ursache dieses zweitschwersten Unfalls einer DC-6 wird ein technischer Defekt angenommen (siehe auch Absturz der DC-6 „Theodore Roosevelt“ 1961).[18]

- Am 30. September 1977 kam es bei einer Bristol Britannia 253 der irischen Interconair (EI-BBY) kurz vor der Landung auf dem Flughafen Shannon zu starken Vibrationen. Der Anflug wurde abgebrochen und ein Durchstarten eingeleitet. Die Maschine sank jedoch weiter, schlug vor der Landebahn auf und sprang wieder hoch, wobei die rechte Tragfläche abbrach. Sie rutschte weiter, fing Feuer und brannte aus. Alle 6 Insassen, 4 Besatzungsmitglieder und 2 Passagiere, überlebten den schweren Unfall.[19]

- Am 17. Juli 2011 wurde eine ATR 72-212 der irischen Aer Arann (EI-SLM) beim zweiten Landeversuch auf dem Flughafen Shannon irreparabel beschädigt. Die Maschine schlug in starken Turbulenzen mit dem Bugfahrwerk zuerst heftig auf der Landebahn auf, woraufhin dieses zusammenbrach und der Rumpfbug ebenfalls aufschlug. Alle 25 Insassen, vier Besatzungsmitglieder und 21 Passagiere, überlebten den Unfall.[20]

- Am 12. Februar 2014 wurde eine ATR 42-300 der irischen Air Contractors (EI-BYO) auf dem Flughafen Shannon irreparabel beschädigt, als ein Sturm mit 58 Knoten (107 km/h), in Böen bis zu 79 Knoten (146 km/h) über den Flugplatz fegte. Personen kamen dabei nicht zu Schaden.[21]